# Grube Leopold von Buch
Die Grube Leopold von Buch war eine Buntmetallerz-Grube des Bensberger Erzreviers in Bergisch Gladbach. Das Gelände gehört zum Stadtteil Moitzfeld.  

## Lage
Das Grubenfeld Leopold von Buch lag in der Umgebung des TechnologieParks Bergisch Gladbach an der Overather Straße. Mitten auf der Straße zwischen den beiden Bushaltestellen sieht man einen Kanaldeckel. Dort war der Maschinenschacht der Grube, der verfüllt wurde. Über den Kanaldeckel kann man nachschauen, ob ggf. Sicherungsmaßnahmen erforderlich sind.

## Geschichte
Wahrscheinlich haben bereits Römer in der Umgebung der Grube Leopold von Buch Bergbau betrieben. Sichere Spuren deuten an vielen Stellen auf mittelalterlichen Bergbau hin. Diese führten in der Mitte des 19. Jahrhunderts dazu, dass Prospektoren auf die Suche nach Bodenschätzen gingen und, wo sie fündig wurden, Mutungsanträge stellten. Aufgrund eines solchen Mutungsgesuchs, dessen Datum nicht bekannt ist, hatte man am 30. Januar 1849 eine Feldesbesichtigung vorgenommen. Aus dem entsprechenden Protokoll dazu ergibt sich, dass eine Grube Anhöhe rechts der Chaussee von Bensberg nach Altenbrück am Steinhauser Berg gelegen war. Es habe sich hierbei um ein altes Werk gehandelt. Im gleichen Protokoll wird eine Mutung betreffend Grube Carl Heinrich am kleinen Steinhaus ca. 50 Lachter östlich des Grubenfeldes Anhöhe erwähnt. Dabei handelte es sich um das Grubenfeld James Watt. Im Jahr 1850 wird ein Grubenfeld Luftschiff genannt. Diese Lagerstätte erreichte man über das Mundloch Anhöhe in einer Entfernung von 63 Lachtern. Im Kreuzungspunkt beider Lagerstätten lag die Mutung Berzelius. Dies alles ist nur Vorgeschichte.
Ein Protokoll vom 6. Mai 1853 berichtet, dass am 3. September 1852 eine Mutung unter dem Namen Leopold von Buch erstmals beantragt wurde, nachdem man einen neuen Fund in der Stollensohle der Grube Anhöhe aufgeschlossen hatte. Anschließend verhandelte man darüber, die Grubenfelder Luftschiff, Anhöhe, James Watt und Berzelius mit Leopold von Buch als Grube zu vereinigen. Die endgültige Verleihung erfolgte auf dem Gebirge Ruhberg bei Bensberg am 16. September 1853 mit dem Namen Grube Leopold von Buch, der seitdem allgemein verwendet wurde.

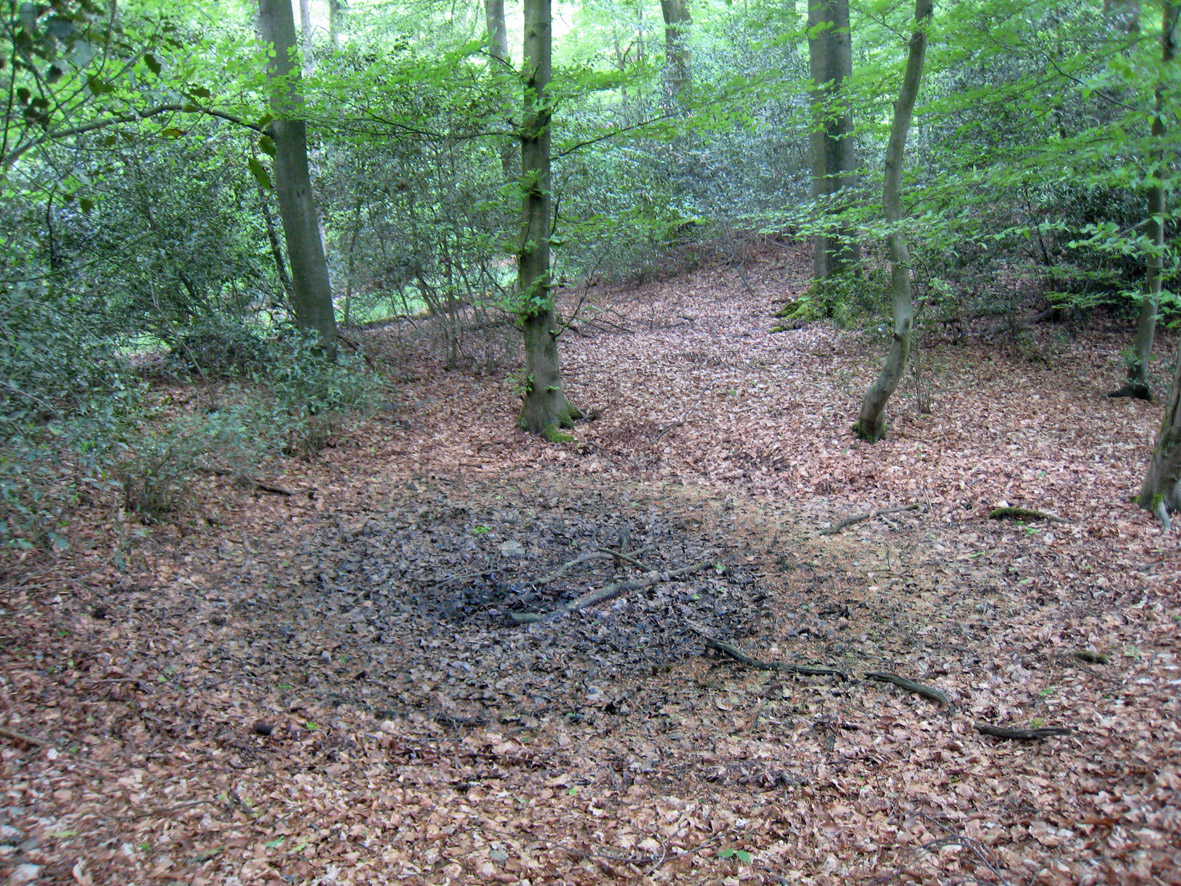
Pinge des Wetterschachts der Grube Leopold von Buch im Königsforst

Die Grube Leopold von Buch besaß in südlicher Richtung im Königsforst mehrere Stollensohlen, die im Bereich ihrer stärksten Verzweigung über einen gemeinsamen Luftschacht bewettert wurden. Er lag etwa 300 Meter nordwestlich vom Forsthaus Steinhaus. In Richtung auf den heutigen TechnologiePark Bergisch Gladbach zu gab es fünf unterschiedlich tiefe Sohlen, die über insgesamt vier Schächte zu befahren waren. Die tiefste Sohle hatte eine Tiefe von 66 Lachtern, das sind ca. 135 Meter. Am 5. September 1890 wurde die Grube mit der Grube Weiß konsolidiert.

## Bodendenkmal
Das Teilgebiet südlich der Bundesautobahn 4 ist als Bergbaugebiet Grube Leopold von Buch unter Nr. 3 in die Liste der Bodendenkmäler in Bergisch Gladbach eingetragen.